# Enrique Peña Nieto
Enrique Peña Nieto (Atlacomulco de Fabela, México, Mexikó, 1966. július 20.) mexikói politikus, az Intézményes Forradalmi Párt (PRI) tagja, 2012. december 1. és 2018. november 30. között Mexikó elnöke volt.

## Életpályája
1966-ban született, Gilberto Enrique Peña del Mazo és María del Perpetuo Socorro Ofelia Nieto Sánchez fiaként. Rokonai között a szövetségi állam két korábbi kormányzóját: Alfredo del Mazo Gonzálezt és Arturo Montiel Rojast is megtalálhatjuk, egyik nagybátyja, Arturo Peña del Mazo, pedig a szintén México állambeli Acambay községi elnöke volt, csakúgy, mint egy korábbi őse, Severiano Peña.
Enrique Peña Nieto 1984-ben lépett be a PRI pártba. A Pánamerikai Egyetemen jogtudományokat tanult, ügyvédi végzettséget szerzett, a monterreyi technológiai intézetben pedig vállalkozások adminisztrációjában vált szakértővé. 1993-ban vette feleségül Mónica Pretelinit, 2007-ig tartó és a feleség halálával végződő házasságuk során 3 gyermekük született (Paulina, Alejandro és Nicole). 2010-ben újra megházasodott: Angélica Rivera színésznőt vette el.
2000-től kezdve México szövetségi állam kormányzatában dolgozott: 2002-ig adminisztrációs titkárként, majd 2003 és 2004 között az állam törvényhozásában a 13. választókerület képviselőjeként (ide tartozik szülővárosa is) vett részt. 2005-ben versenybe szállt az állam kormányzói tisztségéért, méghozzá sikerrel: megválasztották. Ezután 6 évig töltötte be ezt a pozíciót. Kormányzósága alatt legjelentősebbek az infrastrukturális és egészségügyi fejlesztések voltak, de a pénzügyek teljes átszervezésével azt is sikerült elérnie, hogy adóemelés nélkül csökkentette az állam adósságát.
Miután megbízatása lejárt, elindult a 2012-es országos elnökválasztáson is, ahol július 1-jén győzelmet is aratott. 2012. december 1-jén lépett hivatalba államfőként.